# Koalabs
Koalabs est un studio français spécialisé dans le développement d'applications et de jeux vidéo. Fondé en 2011 par Stéphane Marty, il est situé à Montreuil.
Disposant d'une équipe de 35 salariés, KOALABS a à son actif une cinquantaine d'applications présentes sur l'Appstore, Google Play et Amazon Store, développées pour le compte de ses clients ainsi que de nombreux portages de jeux sur toutes les plateformes. Il a travaillé en particulier sur Syberia III pour le compte de Microids.
Il sort début 2020 son premier jeu indépendant : LUXAR.

## Historique
Fondé en 2011, Koalabs est une société de développement de logiciels qui s'est diversifiée à partir de 2013 dans le développement de jeu vidéo. Il existe à ce jour 2 départements : 'Koalabs Software' qui produit des applications multi-plateformes PC et mobiles pour divers clients et dans diverses thématiques, et 'Koalabs Games' qui produit des jeux essentiellement d'aventure sur consoles, mobiles et PC.

## Liste des jeux
| Titre                      | Année | Plate(s)-forme(s)                                      |
| -------------------------- | ----- | ------------------------------------------------------ |
| Syberia (portage)          | 2014  | PlayStation 3, Xbox 360, Nintendo Switch, IOS, Android |
| Syberia II (portage)       | 2014  | PlayStation 3, Xbox 360, Nintendo Switch, IOS, Android |
| Syberia III                | 2017  | PlayStation 4, Xbox One, Windows, Nintendo Switch      |
| Luxar                      | 2020  | Windows, Nintendo Switch                               |
| Syberia : Le Monde d'avant | 2022  | PlayStation 4, Xbox One, Windows, Nintendo Switch      |

## Liste des applications
| Titre                       | Année       | Plate(s)-forme(s)            |
| --------------------------- | ----------- | ---------------------------- |
| Home Design 3D              | 2011 - 2020 | IOS, Android, macOS, Windows |
| Réussir le code de la route | 2018 - 2019 | IOS                          |
| Izneo                       | 2011 - 2018 | IOS, Android                 |

## Logos

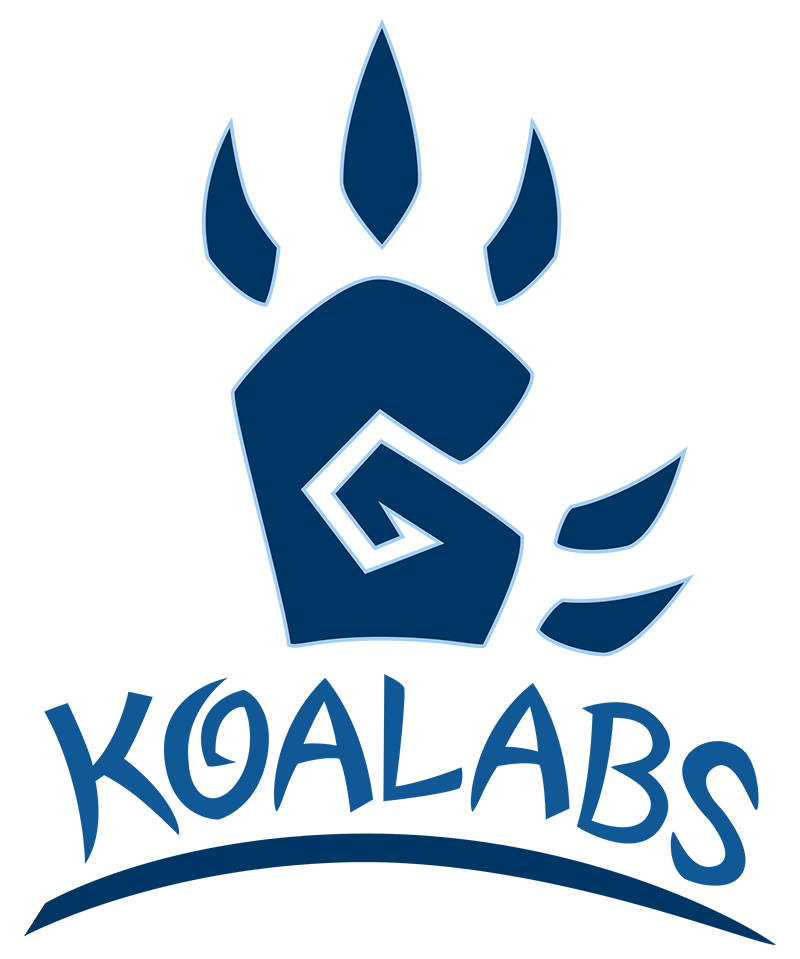
Logo Koalabs Games
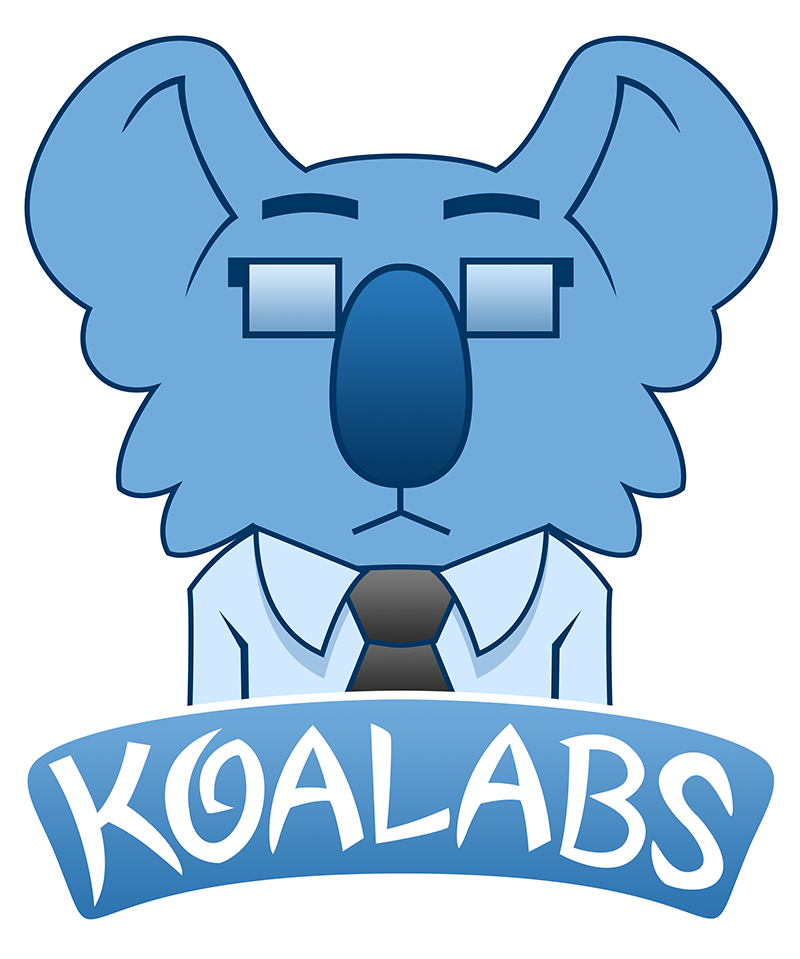
Logo Koalabs Software